# AC45

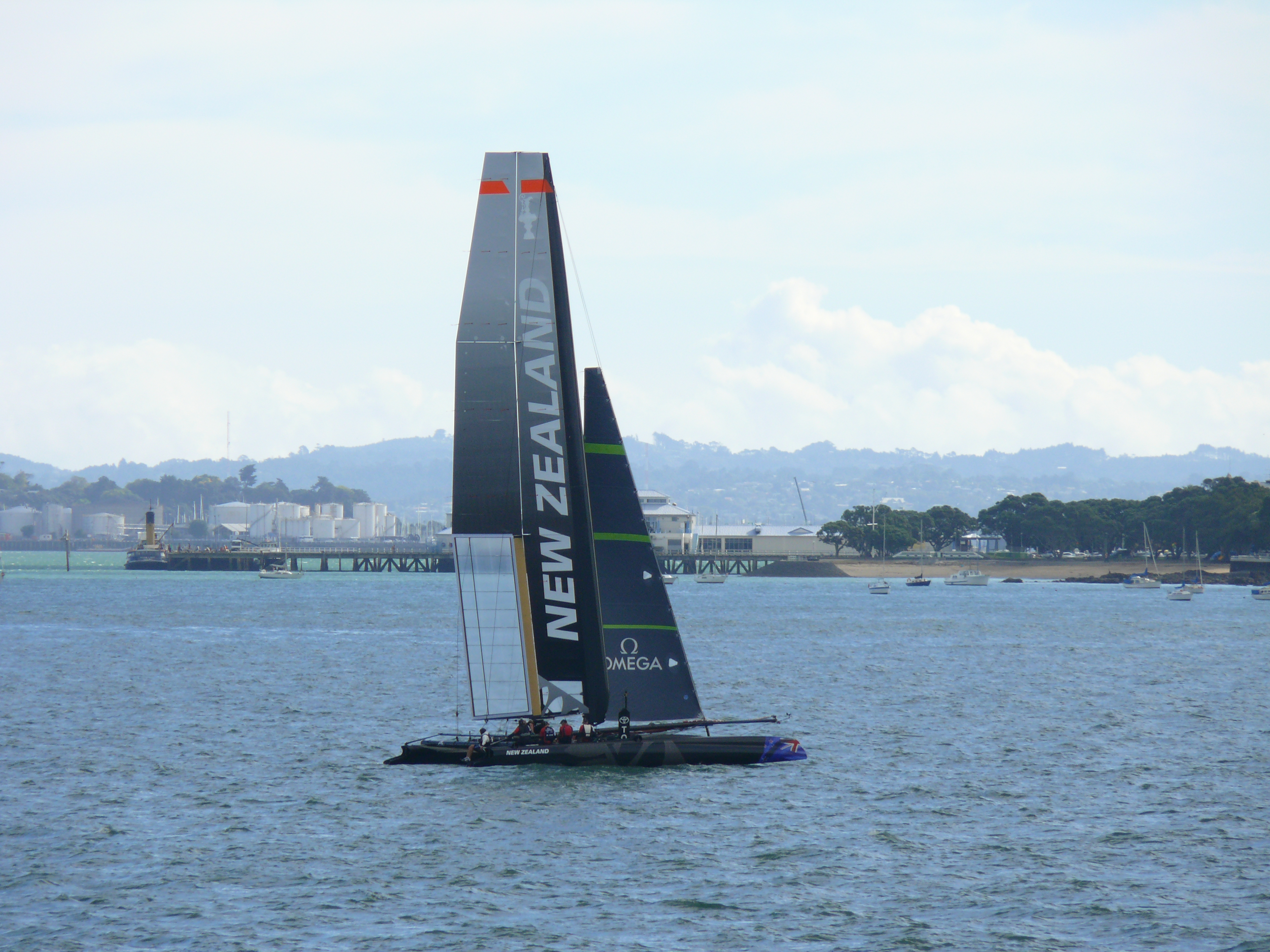
El velero AC 45 de Team New Zealand en abril de 2011

La clase AC45 (America's Cup 45 pies) es una nueva clase de catamarán hidroala más pequeño y ligero que el AC72, definida en septiembre de 2010 por el ACRM (America's Cup Rule Management). Ha sido diseñada para probar durante la serie de regatas America's Cup World Series los nuevos avances tecnológicos incorporados también en la nueva clase AC72 destinada a competir en la regata de la Copa América 2013 y la Copa Louis Vuitton 2013. Este diseño nuevo es extremadamente caro y ha permitido el desarrollo de hidroalas que elevan el casco fuera del agua en algunas condiciones, permitiendo una gran velocidad.